# FMからつ
FMからつ株式会社（エフエムからつ）は、佐賀県唐津市の一部地域を放送対象地域として超短波放送（FM放送）を行う特定地上基幹放送事業者である。
FMからつの愛称でコミュニティ放送を行っている。

## 概要
2010年（平成22年）開局。佐賀県初のコミュニティ放送局である。
唐津市と東松浦郡でCSO（市民社会組織）を支援する特定非営利活動法人NetworkStationまつろのメンバーが中心となり、免許人とすべく理事長（当時）の森田淳を代表取締役社長として、FMからつを設立した。
上記の経緯から、本社はNetworkStationまつろの事務所と同じ南城内の大山ビル2階にある。演奏所（スタジオ）は南城内の大手口センタービル3階。送信所は鏡字大平の鏡山にあり、特定地上基幹放送局の呼出符号はJOZZ0BN-FM、呼出名称はからつエフエム、周波数86.8MHz、空中線電力20W、放送区域は唐津市の一部地域。放送区域は唐津市の世帯数の約85%をカバーと称している。
唐津ケーブルテレビジョンでも再送信している。
インターネット配信はJCBAインターネットサイマルラジオによる。
機器調整等（メンテナンス）等による放送休止を除いて24時間放送を行う。

## 沿革
- 2009年（平成21年）
  - 3月2日 - FMからつ株式会社設立[6]。
  - 12月22日 - 放送局（現・特定地上基幹放送局）の予備免許取得[2]。
- 2010年（平成22年）
  - 3月26日 - 放送局の免許取得[7]。
  - 3月28日 - 試験電波発射開始、4月24日まで実施。
  - 4月25日 - 開局[7]。
    - 22:00 - 翌日9:00は、ミュージックバードを放送（月曜 3:00 - 5:00の『K,s Music』を除く）。
- 2013年（平成25年）11月1日 - JCBAインターネットサイマルラジオによるインターネット配信開始[8]。
- 2021年（令和3年）
  - 6月30日 - ミュージックバードの放送終了。
  - 7月1日 - ネット番組（『なうい洋一のコミカル症候群』等）を除き、番組を自社制作に移行。

## 主な自社制作番組

### 現行番組
2023年（令和5年）7月現在
放送時間の後の[L]は生放送番組
- KARAFUL（平日 12:00 - 13:00[L]）
- かぁちゃん連合（平日 13:00 - 14:00）
- Youがたチャンス!（平日 17:00 - 19:00[L]）
- 平成堂64 PlaySongStation（平日・14:00 - 15:00/22:00 - 23:00）
- らじちょこ（月曜 19:00 - 20:00[L]/日曜 15:00 - 16:00[再放送])
- Asaé's HOT A1（月曜 20:00 - 21:00/日曜 17:00 - 18:00[再放送])
- CARPE DIEM（火曜 21:00 - 22:00）
- へるどら堂（火曜 19:00 - 21:00[L]）
- Tomorrow is a good day（第1・3・5週水曜 19:00 - 20:00/日曜 18:00 - 19:00[再放送])
- 天才ありぼんの元気が出るラジオ（木曜 19:00 - 20:00/日曜 16:00 - 17:00[再放送]）
- NEXTREME（木曜 20:00 - 21:00[L])
- TSUYOSA ROCK SPECIAL（金曜 21:00 - 22:00/水曜 20:00 - 22:00[再放送])
- 乾杯!!ももちゃんずラジオ（木曜 21:00 - 22:00/日曜 19:00 - 20:00[再放送])
- Driving Sound CROSS ROAD（金曜 19:00 - 20:00[L]/土曜 19:00 - 20:00[再放送]）
- J-TOURER（土曜 12:00 - 13:00[L]）
- 井上裕司のブレイクする～?（土曜 14:00 - 15:00[L]）
- マルシェ.com（土曜 15:00 - 16:00[L]）
- アジアへ行こう（土曜 16:00 - 16:30）
- まいづるグループからのお知らせ（月曜 18:45 - 18:55）
- 六本木ヒロシの人生七転び八起き（日曜 12:30 - 13:00/火曜 16:00 - 16:30[再放送]）
- ワンダフル・サンデー（日曜 13:00 - 15:00[L]）
- 大量の虚言（土曜 20:00 - 21:00）
- じゃじゃじゃまんで～!（月曜 21:00 - 22:00）
- 恭加のきょうかしょ（日曜 20:00 - 21:00）
- べるジャ Night（日曜 21:00 - 22:00）
- MUSIC CONNECT（平日 10:00 - 11:00/15:00 - 16:00/土日 10:00 - 12:00/23:00 - 24:00）※土日は再放送
- Music Lips （第2・4週水曜 19:00 - 20:00/日曜 18:00 - 19:00[再放送])
- 想い出のフォーク&ニューミュージック（月曜 16:00 - 16:30）
- Ready Steady Go（土曜 13:00 - 14:00/日曜 9:00 - 10:00[再放送]）
- CROSS THE RED BRIDGE（日曜 22:00 - 23:00/土曜 22:00 - 23:00[再放送]）
- 虹のマツバラジオ（平日・18:55-19:00）

### 過去の番組
- Boom Boom Radio
- ファーミング・カフェ
- 来夢来人
- fuchivoice（フチヴォイス）
- ケ・セラ・セラ
- Hiからランチサタデー/Hiからランチサンデー
- AROUND 30
- JERORIMO RADIO HIJACK
- ミュージックトラベラー
- MYん家
- Good morning Karatsu
- Oh my lovely 唐津!
- Do!ING
- レインボードライブミュージック
- 橋口武史のクラシックルーム
- Fun!Fun!Weekend RADIO SWITCH
- 69Room
- みね姉のひとり言
- SUNNY-GO-ROUND
- HEART-FULL（はあとふる）
- SCREAM POP SCREAM
- かもねぎのふうけもんタイム
- 川後陽菜の好いとっとラジオ
- PANDEMIC MUSIC
- JOYひる
- よかもんクエスト
- 福岡flavorのフレフレからつ
- 月曜日はのんアル気分
- HKT発からつGO
- Next Stage Karatsu AMA
- The Killer Radio Show SAGADETH
- 糸島HINODEゆるっとラジオ
- Bound for Karatsu
- ドラゴンNight
- ひなたいむ